# Kaligawe (Pedan)
Kaligawe is een bestuurslaag in het regentschap Klaten van de provincie Midden-Java, Indonesië. Kaligawe telt 2779 inwoners (volkstelling 2010).